# Maksim Moukhine
Maksim Andreïévitch Moukhine (en russe : Максим Андреевич Мухин), né le 4 novembre 2001, est un footballeur russe qui évolue au poste de milieu de terrain au FK Sotchi, en prêt du CSKA Moscou.

## Biographie

### Carrière en club

#### Formation et débuts en équipe reserve (jusqu'à 2020)
Formé dans un premier temps à l'académie Konopliov (en) de Togliatti avant de rejoindre le Krylia Sovetov Samara à l'âge de 16 ans, Moukhine est transféré au Lokomotiv Moscou en 2019. Il évolue dans un premier temps avec les équipes de jeunes du club, prenant notamment part à l'UEFA Youth League durant le dernier trimestre de 2019. Il effectue également ses débuts professionnels le 12 octobre 2019 sous les couleurs du club-école du Kazanka Moscou en troisième division face au Louki-Energia Velikié Louki, marquant à cette occasion le but de la victoire pour son équipe qui s'impose 2-1.

#### Début professionnels avec le Lokomotiv (depuis 2020)
Moukhine fait ses débuts avec l'équipe première du Lokomotiv le 8 novembre 2020 lors du derby contre le Dynamo Moscou en Premier Liga. Il devient ensuite peu à peu un titulaire régulier avec le Lokomotiv, découvrant notamment la Ligue des champions en figurant dans le XI de départ pour le match face au RB Salzbourg le 1er décembre 2020,.
Malgré un nombre de match encore modeste au plus haut niveau russe, il impressionne déjà parmi les milieux de terrains du championnat, dont il est le leaders du nombre de tacles effectués par matchs, figurant également dans le haut du classement en termes d'interceptions, de dégagements de la surface, de tirs bloqués et de passes réussies par matchs. Des performances qui lui vaudront son premier appel avec la sélection russe en mars 2021. Disputant en tout quinze matchs avec les Cheminots au cours de l'exercice 2020-2021, il prend notamment part à la finale victorieuse de la Coupe de Russie face au Krylia Sovetov Samara, et contribue également à la troisième place du club en championnat.
Peu après la fin de la saison, Moukhine quitte les rangs du Lokomotiv pour rejoindre l'autre équipe moscovite du CSKA Moscou dans le cadre d'un contrat de cinq ans.

### Carrière en sélection
Alors âgé de 19 ans et n'ayant encore jamais joué pour les équipes de jeunes de la Russie, Moukhine est appelé directement au sein de la sélection A par Stanislav Tchertchessov au mois de mars 2021 pour remplacer Roman Zobnine dans le cadre des éliminatoires de la Coupe du monde 2022,. Il effectue par la suite ses débuts avec la Sbornaïa le 27 mars suivant en remplaçant Rifat Jemaletdinov dans les dernières minutes du match contre la Slovénie (victoire 2-1).
Il est par la suite intégré au sein de la liste élargie du sélectionneur russe dans le cadre de l'Euro 2021.

## Statistiques
| Saison                | Club                  | Championnat           | Championnat | Championnat | Coupe(s) nationale(s) | Coupe(s) nationale(s) | Compétition(s) continentale(s) | Compétition(s) continentale(s) | Compétition(s) continentale(s) | Total | Total |
| Saison                | Club                  | Division              | M.          | B.          | M.                    | B.                    | Comp.                          | M.                             | B.                             | M.    | B.    |
| 2019-2020             | Kazanka Moscou        | D3                    | 2           | 1           | -                     | -                     | -                              | -                              | -                              | 2     | 1     |
| 2020-2021             | Kazanka Moscou        | D3                    | 6           | 0           | -                     | -                     | -                              | -                              | -                              | 6     | 0     |
| 2020-2021             | Lokomotiv Moscou      | D1                    | 10          | 0           | 4                     | 0                     | C1                             | 1                              | 0                              | 15    | 0     |
| 2021-2022             | CSKA Moscou           | D1                    | 26          | 0           | 3                     | 0                     | -                              | -                              | -                              | 29    | 0     |
| 2022-2023             | CSKA Moscou           | D1                    | 9           | 0           | 6                     | 0                     | -                              | -                              | -                              | 15    | 0     |
| Total sur la carrière | Total sur la carrière | Total sur la carrière | 53          | 1           | 13                    | 0                     | -                              | 1                              | 0                              | 67    | 1     |

## Palmarès
Lokomotiv Moscou
- Vainqueur de la Coupe de Russie en 2021.